# Bački Vinogradi
Bački Vinogradi (v srbské cyrilici Бачки Виногради, maďarsky Királyhalom) jsou vesnice v severní části autonomní oblasti Vojvodiny v severním Srbsku. Patří k malým sídlům; v roce 2002 mělo 2 039 obyvatel. Administrativně je součástí Severobačského okruhu a historicky jedním ze sídel v regionu Bačka, který ohraničuje z jihu řeka Dunaj. Sama obec se nachází v blízkosti dálnice A1, resp. jejího nejsevernějšího úseku z města Subotica k hraničnímu přechodu Horgoš. Nachází se zde rovněž i železniční trať, která spojuje Srbsko s Maďarskem. Většina obyvatel jsou Maďaři (94,5 % dle sčítání lidu z roku 2002) a nachází se zde římskokatolický kostel Nejsvětějšího srdce Ježíšova.